# Lipniak (powiat parczewski)
Lipniak – wieś w Polsce położona w województwie lubelskim, w powiecie parczewskim, w gminie Sosnowica. Wieś stanowi sołectwo w gminie Sosnowica.

## Historia
W wieku XIX Lipniak była wsią w powiecie włodawskim, gminie Wola Wereszczyńska parafia Wereszczyn i w roku 1884 posiadała 7 domów i 60 mieszkańców z gruntem 369 mórg. W latach 1975–1998 wieś należała administracyjnie do województwa chełmskiego. Po II wojnie światowej następował stopniowy ubytek ludności. Według Narodowego Spisu Powszechnego z roku 2011 wieś liczyła 13 mieszkańców. Na początku lat 20. XXI wieku wieś znajdowała się w otoczeniu Poleskiego Parku Narodowego, oddalona od innych miejscowości, z możliwym dojazdem drogą utwardzoną. Na końcu wsi wytyczono Ścieżkę Przyrodniczo-Historyczną "Obóz Powstańczy".